# فاطمة العمارية (فلم)
فاطمة العمارية (بالفرنسية: Fatima Amaria) هُو فيلم وثائقي جزائري صدر سنة 1994 وأخرجته المُخرجة الجزائرية نادية لعبيدي. يتحدث الفيلم عن فتاة مسلمة شابة في الجزائر كانت تحب الغناء.

## الإنتاج
أُنتج فيلم فاطمة العمارية سنة 1993، وقد أخرجته المُخرجة الجزائرية نادية لعبيدي.